# 横河レンタ・リース
横河レンタ・リース株式会社（よこがわれんたりーす、英: Yokogawa Rental & Lease Corporation）は、先端の電子機器（電子計測器やIT機器等、いわゆるハイテク機器）を扱う日本の大手レンタル会社、専門リース会社、専門技術商社である。
横河電機とみずほフィナンシャルグループ系大手総合リース企業である芙蓉総合リースの共同出資により設立された（両社の持分法適用会社）。YOKOGAWAグループ、FUYO LEASEグループのどちらにも所属し、芙蓉グループやみずほフィナンシャルグループにも近い。
日本ヒューレット・パッカードやアジレント・テクノロジー、キーサイト・テクノロジー（いずれも旧・横河ヒューレット・パッカード）とはもともと兄弟会社の関係にあり、設立以来緊密である。

## 概要
工業計器・プロセス制御システムメーカーとして日本国内最大手、世界6大メーカー（グローバル・ビッグ6）の1社でもある横河電機が、自社製造の電子計測器の拡販を目的に、メインバンクの富士銀行（当時）と共同して製品の新たな流通会社の設立を計画したのが始まりである。1987年、横河電機と富士銀行系の芙蓉総合リースの折半出資の合弁会社として設立・発足した。発足時は横河電機、芙蓉総合リース、横河ヒューレット・パッカード3社からの出向者約40名で事業を開始した。社名は設立当時の横河電機社長・横河正三により命名されたと伝わる。
合弁会社ではあるが、YOKOGAWAグループのカラーが強く、コーポレートアイデンティティやブランドもそれと同一のものを使用している。同グループ内でも、横河電機、GEヘルスケア・ジャパン（旧・GE横河メディカルシステム）、横河ソリューションサービスに次ぐ事業規模を誇り、営業利益ベースでは横河電機に次ぐグループ第2位である。
設立以来、親会社に依存するのではなく、独自に事業開発・拡大を志向してきた。そのため、グループ内の事業再編に伴い他のグループ会社が統廃合や売却されているのを尻目に、設立以来、自主独立経営を続けている。同社はレンタル事業が主力だが、リース業界に当てはめると国内第12位ぐらいの規模になる。
取扱い製品は国内外の電子計測器やコンピュータ機器で、主に国内の企業・法人向けに、主力のレンタルに加え、オペレーティングリース、販売などの多様なチャネルで商品とサービスを提供している。レンタル事業では、当初は横河電機グループの製品を中心に取り扱う計画であったが、現在はグループ会社の製品の取り扱いは30%程度とされ、マルチベンダで商品を取り揃えている。特に2000年代に入り、携帯電話やスマートフォンの開発や製造段階で使用される通信測定器の各メーカーへの供給は、国内シェア50%を占めた。1993年には、リコーグループの日本マイテックを統合し、IT機器のレンタル事業に、そして1995年には、兄弟会社の日本ヒューレット・パッカードと提携し、IT機器、システムの販売事業に進出し、ITの領域に商圏を拡大した。
現在では、ハードウェアの提供にとどまらず、メーカー系の強みを活かして、ハードウェアに自社開発のソフトウェア、アプリケーション等を顧客のニーズに応じて実装したり、クラウドサービスやシステム構築、その他各種ツールやエンジニアリングサービス（電子計測器の校正や一括管理といったメンテナンス・マネジメントサービス等）まで提供するソリューション形態の事業展開を行っている。

## 事業領域
メーカー等の研究開発や、ファクトリー・オートメーション（FA）やオフィス・オートメーション（OA）領域が中心である。電子計測器やIT機器（パーソナルコンピュータ、ワークステーション、サーバ、マイクロプロセッサ開発支援装置等）は、ハイスペックな先端機種から汎用性の高い機種まで取り扱っているため、事業領域も広く、電気、精密機器、建設、化学、通信、航空宇宙、金融、交通、食品、教育、医療、政府・地方自治体など多様な業界に顧客を持つ。
主に電子計測器は製品等の開発・品質検査、環境検査等に用いられ、IT機器は開発部門向けから、事務用のOA用端末まで提供している。設備品のレンタルや、プロジェクト対応のスポットレンタルがメインで、とくに設備品のレンタルは、機器の入れ替えに対応し、常に最新機器を調達、使用できる事業環境を顧客に提供している。
先述のとおり、近年は、こうしたハイテク機器のみならず、ソフトウェアやアプリケーション、各種ツール、システム構築等のエンジニアリングサービスを組み合わせたパッケージでサービスを提供しており、営業部隊は、顧客の機器調達、システム導入のコンサルタントとして機能している。2018年からは、使用済みのパーソナルコンピュータのコンシューマー向けインターネット販売を開始した。
営業は同社の直接営業を主体とするが、横河電機の代理店網を活用した営業も展開している。なお、過去には、台湾、韓国、シンガポール、中国に進出し、駐在員事務所や現地法人を開設していたが、2021年現在、日本国外事業はすべて日本国内でオペレーションする体制になっている。

### 取扱製品
- 電子計測器
  - 基本測定器（電力測定器、オシロスコープなど）
  - 光測定器（光スペクトラムアナライザなど）
  - 現場測定器
- IT機器
  - パーソナルコンピュータ
  - ワークステーション
  - サーバ
  - マイクロプロセッサ開発支援装置
- ソリューション製品・サービス
  - Flex Work Place
  - My Assets
  - Simplit Manager

### 近年の主な納入実績
同社は基幹系システム開発ではなく、業容から、ハードウェアの提供を前提とした側面支援系システム、ツールやITインフラ系のシステム提供が主軸である。2013年から販売を開始したデータレスPCソリューション「Flex Work Place」シリーズは同社のヒット商品になっている。
- 西武鉄道向けOAシステム
- 小岩井乳業向けOAシステム
- フジテレビジョン向けOAシステム
- 遠州鉄道保険事業部門向けOAシステム
- 早稲田アカデミー向けOAシステム
- 井村屋グループ向けOAシステム
- リーガルコーポレーション向けOAシステム
- コクヨ向けOAシステム
- 学校法人立命館向けPC管理システム
- 一般財団法人聖マリアンナ会東横惠愛病院向けOAシステム
- 横河マニュファクチャリング向け生産支援システム
- シスメックス向け計測器管理システム

## 事業所
- 本社（東京都新宿区、武蔵野市の2箇所）
- テクニカルセンター（神奈川県相模原市に3箇所、東京都八王子市に1箇所）
- 支社・支店（仙台、水戸、名古屋、大阪、広島、福岡の7箇所）

## 沿革
- 1987年（昭和62年）
  - 1月23日 - 横河電機と芙蓉総合リースの共同出資により横河レンタ・リース株式会社を設立。初代社長には横河電機取締役の青野秋徳が就任。
  - 4月1日 - 営業を開始。
- 1989年（平成元年）4月 - 第2代社長に横河電機の秋山一郎が就任。
- 1992年（平成4年）6月 - 受託校正事業を開始。
- 1993年（平成5年）
  - 3月 - 業界初のISO9002認証取得。
  - 4月 - リコーグループの日本マイテック株式会社レンタル事業部門を統合、IT機器のレンタル事業に進出。
- 1995年（平成7年）9月 - 兄弟会社の日本ヒューレット・パッカードとマスタ・リセラ契約を締結し、同社のコンピュータ販売を開始。
- 1996年（平成8年）8月 - 神奈川県相模原市にテクニカルセンターを移転（横河ヒューレット・パッカード相模原事業所跡地に移転）。
- 1999年（平成11年）5月 - ISO14001:2004の認証取得。
- 2000年（平成12年）4月 - 秋山一郎が会長に就任し、第3代社長に横河電機取締役の猪又仁が就任。
- 2002年（平成14年）4月 - ISO9001:2004の認証を取得。会社分割により株式会社ワイ・エフ・リーシングを設立し、リース事業を分社化。同社はのちに芙蓉総合リースに吸収合併された。
- 2005年（平成17年）4月 - 猪又仁が会長に就任し、第4代社長に芙蓉総合リース出身の高橋厚専務が昇格。
- 2006年（平成18年）1月 - 横河設備租貸（蘇州）有限公司設立（独資の日系レンタル会社としては初、2015年清算結了）。
- 2009年（平成21年）4月 - 高橋厚が会長に就任し、第5代社長に横河電機の水島達二（横河電子機器専務）が就任。
- 2015年（平成27年）11月 - 豊通マシナリーと3Dプリンターを使った造形サービスに関して販売代理店契約を締結。同社の「3D造形工房」（愛知県刈谷市）で「3D造形受託生産サービス」を展開開始。
- 2016年（平成28年）4月 - 水島達二が会長に就任し、第6代社長に横河電機出身の金川裕一（キューアンドエー会長）が就任。
- 2020年（令和2年）4月 - 金川裕一が会長に就任し、第7代社長にみずほフィナンシャルグループの澤和久（みずほフィナンシャルグループ常務執行役員兼みずほ信託銀行副社長）が就任。

## 関係会社
- キューアンドエー株式会社 - 旧・横河マルチメディアの後身企業。横河レンタ・リースが第2位の大株主になっている。
- ロジフレックス株式会社 - 旧・横河物流サービスの事業を引き継ぎ、マネジメント・バイアウトで横河電機から独立。横河レンタ・リースの協力会社として、その物流機能全般を担っている。
- 一般社団法人横河武蔵野スポーツクラブ - 社会人ラグビーチームである横河武蔵野アトラスターズや横河武蔵野アルテミ・スターズ、JFL所属の社会人サッカーチームである東京武蔵野ユナイテッドFC等、横河グループのスポーツチームを運営する法人。横河レンタ・リースも主要スポンサーの1社で、法人役員や職員を派遣している。